# Ruta 30 (Chile)
La Ruta 30 es una carretera chilena que se ubica en la Región de Atacama, en el norte de Chile. La Ruta se inicia en el cruce con la Ruta 5 Norte en el acceso sur a Copiapó y finaliza en el cruce con la Ruta 5 Norte en el acceso norte.
Hasta antes de la construcción del bypass Copiapó, este tramo correspondía a la Ruta 5 Norte. El 15 de noviembre de 2017, el Ministerio de Obras Públicas declaró esta ruta como camino nacional, asignándole el rol 30.

## Sectores de la ruta
- Cruce Ruta 5 (Travesía) - Copiapó - Cruce Ruta 5 (Toledo) Carretera pavimentada.